# Elenchidae
Elenchidae (лат.) — семейство веерокрылых насекомых из отряда Strepsiptera. Около 30 видов.

## Описание
Встречаются повсеместно. Цефалоторакс самок с редуцированной грудной секцией. Усики самцов 4-члениковые (флагеллум на четвёртом сегменте). Мандибулы и максиллы развиты. Лапки самцов 2-члениковые.
Паразитируют на равнокрылых (Homoptera: Delphacidae, Eurybrachidae, Fulgoridae, Ricaniidae, Flatidae и Dictyopharidae). Группа близкая к семейству Halictophagidae
.

## Систематика
Выделяют 4 современных рода и около 30 видов. Известен ископаемый род Protelencholax, найденный в Доминиканском янтаре (Олигоцен).
- Colacina Westwood, 1877 — 1 вид (Colacina insidiator, Борнео)[4]
- Deinelenchus Perkins, 1905 — 6 видов[5][6]
- Elencholax Kinzelbach, 1971 — 2 вида[7]
- Elenchus Curtis, 1831 — около 20 видов
- †Protelencholax Kinzelbach, 1979 (Protelencholax schleei Kinzelbach, 1979)[8]